# Henrik 2. af Lothringen
Henrik 2. af Lothringen (født 8. november 1563 i Nancy, død 31. juli 1624 i Nancy) var Hertug af Lothringen fra 1608 til sin død. Han var søn af Karl 3. af Lothringen og Klaudia af Frankrig, datter af den franske konge Henrik 2. Han fik kun døtre, så hertugdømmet blev senere arvet af hans bror Frans, efter hans datter Nikolines afsættelse. Gennem hans farmor, var han teknisk tronarving til de 3 nordiske troner og ville havde regeret som Kong Henrik 1. af Danmark, Norge og Sverige.